# Michail Jakušin
Michail Iosifovič Jakušin (in russo Михаил Иосифович Якушин?, traslitterazione anglosassone Mikhail Yakushin; Mosca, 15 novembre 1910 – Mosca, 3 febbraio 1997) è stato un allenatore di calcio e calciatore sovietico.

## Palmarès
- Campionato sovietico: 3

Dinamo Mosca: 1936, 1937, 1940
- Coppa dell'URSS: 1

Dinamo Mosca: 1937